# Kanuites
Kanuites ist eine ausgestorbene Gattung der Schleichkatzen, die im mittleren Miozän in Afrika lebte. Sie ist nur anhand weniger Fossilien bekannt, welche in Fort Ternan in Kenia entdeckt wurden. Einzige anerkannte Art ist Kanuites lewisae. Sowohl Art als auch Gattung erhielten im Jahr 2008 ihre wissenschaftliche Erstbeschreibung, der Gattungsname Kanuites war aber schon vorher in Gebrauch. Möglicherweise lebten die Tiere als Allesfresser vergleichbar den heutigen Ginsterkatzen.

## Merkmale
Von Kanuites liegen bisher einzelne Schädel- und Gebissreste sowie isolierte Zähne vor. Der Holotyp-Schädel gehört einem ausgewachsenen Individuum an und maß 15 cm in der Länge. Er war sehr flach und relativ schmal gebaut mit langen Nasenbeinen, die bis zur vorderen Kante der Orbita reichten. Ebenso war der Mittelkieferknochen schlank, er endete auf Höhe des zweiten Prämolaren Auf den Scheitelbeinen erhob sich ein niedriger Scheitelkamm, der etwas hinter dem Augenfenster ansetzte und nach hinten bis zum Wulst des Hinterhauptsbeines verlief, wo beide den Schädel leicht überhingen. Das Augenfenster wurde fast vollständig vom Stirnbein gebildet, lediglich bauchseitig hatten der Gaumen und rückseitig das Keilbein gewisse Anteile. In der Augenhöhle öffnete sich ein großer Tränen-Nasen-Kanal, das Tränenbein selbst war höher als breit. Der Unterkiefer war lang und schlank, der tiefste Punkt des horizontalen Knochenkörpers wurde unter dem ersten Molaren erreicht. Ein Foramen mentale befand sich unterhalb des zweiten Prämolaren. Der aufsteigende Ast war niedrig. Der Gelenkfortsatz ragte nach hinten und stand etwas schräg zur Längsachse des Unterkiefers. Der Winkelfortsatz war groß ausgeprägt. Sein hinteres Ende stand etwa auf Höhe des Gelenkfortsatzes.
Vom Gebiss sind am Holotyp-Schädel links die Zahnreihe vom zweiten Prämolaren bis zum ersten Molar (P2-M1), rechts vom Eckzahn bis zum letzten Prämolaren (C-P4) überliefert. Zusätzlich enthält er noch alle Alveolen der Schneidezähne, ebenso jene des linken Eckzahns und des ersten Prämolaren sowie des rechten ersten Molaren. Die Alveolen der jeweils zweiten Molaren fehlen, die entsprechenden Zähne finden sich aber an einzelnen Oberkieferfragmenten. Für das untere Gebiss stehen verschiedene Unterkieferteile zur Verfügung, die aber weitgehend zu Jungtieren gehören und zudem nicht die vollständige Zahnreihe erkennen lassen. Die Zahnformel für das obere Gebiss lautet: I?3-C1-P4-M2. Der Eckzahn war relativ einfach gebaut und besaß an der Vorder- und Hinterseite je eine Schneidfläche, die aber nicht sehr erhöht war. Das zum vordersten Prämolaren bestehende Diastema erreichte eine Länge von 1,5 mm. Der vorderste Vormahlzahn selbst war klein und pflockartig gebaut. Die hinteren, die wiederum durch eine Zahnlücke vom vorderen getrennt waren, nahmen dann an Größe zu, der letzte war sehr robust. Dieser repräsentierte den oberen Teil des Scherengebisses. Er wies im Gegensatz zu den zweiwurzeligen vorderen Vormahlzähnen drei Wurzeln auf. Unter den Haupthöckern der Kaufläche war der Protoconus extrem groß. Die eigentliche Schere bestand zwischen dem Paraconus und dem Metastyl, einer Scherkante. Der folgende erste Molar wies einen dreieckigen Umriss auf, die schmalere Kante des Dreiecks nahm die Wangenseite des Zahns eins. Das Trigon bildete ein flaches Becken, das von den drei Haupthöckern eingerahmt wurde. Der zungenseitige Protoconus war auffällig groß, der Paraconus stand diesem wangenseitig direkt gegenüber, während der etwas kleinere Metaconus am Zahnende aufragte. Vom unteren Gebiss sind bisher nur wenige dauerhafte Zähne belegt. der erste Prämolar war klein und setzte sich durch eine Zahnlücke von den hinteren Zähnen ab. Den Gegenspieler zum hinteren oberen Prämolar in der Brechschere bildete wie bei Raubtieren üblich der untere erste Molar. Dieser war kurz und breit, das Trigonid mit den drei Haupthöckern nahm 60 % der Gesamtlänge des Zahns ein. Von den drei Haupthöckern wies das Protoconid die größte Höhe auf. Das Para- und Metaconid waren etwa gleich groß, der Winkel mit den Scherflächen zwischen den beiden Höckern betrug 63°. Am kurzen und breiten Talonid erhoben sich drei kleinere Kuppen, von denen das Hypoconid am größten war. Die beiden anderen umfassten das Entoconid und das Hypoconulid, letzteres saß am hintersten Punkt des Zahnes und war sehr klein.

## Fossilfunde
Fossilien von Kanuites sind sehr selten. Das bisher einzige bekannte Material stammt aus Fort Ternan rund 65 km östlich von Kisumu im westlichen Kenia. Die bedeutende Fossillagerstätte gehört zum Ostafrikanischen Graben. Die geologische Abfolge besteht aus einer Serie von vulkanischen Ablagerungen, die ein ehemaliges Becken am Fuße eines Vulkanes, dem Tinderet, füllten. Einige dieser Tuffe verwitterten zu Bodenbildungen, welche die Fossilien enthalten. Die Schichten werden als Fort Ternan Beds bezeichnet und erreichen eine Mächtigkeit von 60 m und mehr. Von den drei Paläoböden (A bis C) ist allerdings nur der mittlere fossilführend. Im Zuge der Bildung des Großen Afrikanischen Grabenbruchs hob sich das Becken als Hostscholle heraus und erodierte. Die fundreichen Paläoböden sind dadurch räumlich eng begrenzt. Radiometrische Datierungen verweisen den Entstehungszeitraum der Fundschichten in das Mittlere Miozän mit absoluten Alterswerten von 13,7 bis 13,8 Millionen Jahren.
Die ersten Funde in Fort Ternan wurden von einem lokalen Farmer entdeckt, der Louis Leakey und dessen Frau Mary Leakey informierte. Diese untersuchten die Fundstelle dann zwischen 1959 und 1967, wobei sie mehr als 10.000 Fossilfunde dokumentierten. Bedeutend sind unter anderem die Reste von Kenyapithecus. Daneben umfasst die reichhaltige Fauna unter anderem verschiedenste Paarhufer und Unpaarhufer sowie Nagetiere, Rüsselspringer und Raubtiere beziehungsweise Hyaenodonta. Weitere Reste betreffen Vögel und Reptilien. Die Raubtiere von Fort Ternan zeigen sich sehr vielgestaltig. Nachgewiesen sind Vertreter der Amphicyonidae, der Barbourofelidae, der Percrocutidae und der Viverridae. Zu Kanuites werden bisher insgesamt drei Schädel gestellt, zwei davon repräsentieren Jungtiere. Hinzu kommen einzelne Ober- und Unterkieferteile sowie isolierte Zähne.

## Paläobiologie
Kanuites wurde etwa so groß wie heutige Ginsterkatzen und wog weniger als 10 kg. Aufgrund des generalisierten Aufbaus des Schädels und der Backenzähne, vor allem des ersten Molaren wird angenommen, dass Kanuites in seinem Verhalten ebenfalls den Ginsterkatzen ähnelte und vermutlich wie diese ein eher omnivores Tier war, aber eine stärkere Tendenz zu Fleischnahrung besaß. Ob sich das kleine Raubtier wie die Ginsterkatzen auch in Bäumen fortbewegen konnte (arboreale Lebensweise), ist aufgrund des bisher fehlenden postcranialen Skelettmaterials unklar.

## Systematik
Die Gattung Kanuites wurde 2008 von Reihaneh Dehghani und Lars Werdelin wissenschaftlich erstmals beschrieben. Die Form basiert auf einem nahezu vollständigen Schädel eines ausgewachsenen Tieres, dem lediglich die Jochbögen und einzelne Teile der Schädelbasis fehlen (Exemplarnummer KNM-FT 8747). Er stellt den Holotypen dar, weiteres zur Erstbeschreibung hinzugezogenes Material besteht aus einem Oberkieferfragment und isolierten Zähnen. Bisher einzige anerkannte Art ist Kanuites lewisae. Dabei geht der Gattungsname Kanuites auf das Swahili-Wort kanu zurück und bedeutet „kleiner Fleischfresser“. Der Artname lewisae ehrt Margaret E. Lewis und ihre Verdienste um die Erforschung afrikanischer Raubtiere. Die Bezeichnung Kanuites basiert aber auf einer Benennung von Robert J. G. Savage und Michael R. Long, die sie 1986 erstmals nutzten, sie galt aber als Nomen nudum. Der Name schloss damals alle Reste kleiner Feliden aus Fort Ternan ein, die insgesamt drei verschiedenen Arten zuzuweisen sind. Diese Fossilien umfassen auch Reste des Rumpfskeletts und der Gliedmaßen sowie Funde juveniler Individuen.
Innerhalb der Überfamilie Feloidea wurde nur eine provisorische Eingliederung zu den Schleichkatzen vorgenommen, was dem geringen Fundmaterial geschuldet ist. Zur näheren Verwandtschaft gehören die teils ins frühe Miozän gehörenden Gattung Herpestides, aber auch Africanictis und Stenoplesictis.